# Джоел Остін
Джоел Скотт Остін (нар. 5 березня 1963, Х'юстон, Техас) — американський пастор, телеєвангеліст і письменник. Станом на 2018 рік телевізійні проповіді Остіна дивилися приблизно 10 мільйонів глядачів у США та ще кілька мільйонів у понад 100 країнах щотижня. Остін також написав кілька книг-бестселерів.

## Біографія
Батьки Остіна заснували неконфесійну харизматику Церква Лейквуд у Х'юстоні в 1959 році. Його батько, Джон Остін, був пастором і протягом багатьох років створив регіональну підтримку. У 1981 році Остін залишив Університет Орала Робертса після менш ніж одного року навчання, щоб допомогти своєму батькові розвивати зростаюче національне телевізійне служіння Лейквуда, працюючи за камерами як продюсер церковних передач.
Після смерті батька в 1999 році Остін обійняв посаду головного пастора. Під його керівництвом Лейквуд незабаром став найбільшою і найбільш швидкозростаючою конгрегацією в США. Він швидко розширив присутність церкви в ЗМІ, купуючи рекламу на білбордах та в інших місцях , подвоївши бюджет церкви на телевізійний ефір, домовляючись з різними мережами щодо оптимального часу та орієнтована на найбільші медіа-ринки. Протягом кількох років його щотижневе телевізійне мовлення досягло домогосподарств у більш ніж 100 країнах і стало найпопулярнішою надихаючою програмою в ефірі.
Привітний молодий чоловік, який отримав прізвисько «усміхнений проповідник», Остін зазвичай уникав у своїх проповідях щільного або ортодоксального богослов’я. Натомість він передавав прості бадьорі повідомлення, які підкреслювали його часто повторювану віру в те, що «Бог хоче, щоб у нас було краще життя». Хоча цей підхід викликав очевидний відгук у громадськості, він також викликав різку критику з боку тих, хто вважав Остіна не більш ніж мотиваційним оратором, який пропонує розбавлену інтерпретацію християнства .. Інші звинувачували його в пропагуванні «євангелії процвітання», покликаної виправдати накопичення багатства. Остін відповів, що він хотів залишатися зосередженим на «доброті Бога» і що він не визначає процвітання в чисто матеріалістичних термінах. Він захищав безсоромно комерційний підхід Лейквуда до залучення нових членів, стверджуючи, що церкви, які виступають проти «змінювання з часом», як він сказав, ризикують втратити членів або взагалі відмовитися від них.

## Особисте життя
У нього є п'ять братів і сестер:
- Пол Остін(нар. 16 листопада, 1955) - американський судинний хірург[7];
- Ліза Остін;
- Ейпріл Остін Сімонс;
- Джастін Остін;
- Тамара Остін;

Одружений у 1987 році із Вікторією Остіном(нар. 28 березня, 1961) - американська авторка та співпастор Церкви Лейквуд. Мають 2 дітей:
- Джонатан Остін(нар. 20 квітня, 1995)[6] - співак;
- Олександра Остін(нар. 9 листопада, 1998)[9] - співачка;

## Політичні та соціальні погляди
Загалом Остін уникав обговорення або проповіді про спірні питання, такі як одностатевий шлюб, аборти та політика. Записавшись про те, що гомосексуальність «не є найкращим для Бога»,  він заявив, що вважає, що церква має тенденцію надмірно зосередитися на окремих проблемах (наприклад, гомосексуальність) до такої міри, що нехтує іншими.  На запитання, чи вважає він, що Бог схвалює гомосексуальність, Остін відповів, що гомосексуальність є гріхом відповідно до його тлумачення Святого Письма, але сказав, що геї вітаються в його церкві без осуду. 
В інтерв’ю Fox News у 2008 році під час президентських перегонів Республіканської партії , коли обговорював, чи вважає він, що мормони є християнами , Остін вказав, що вірить у це. Далі він показав, що не вивчав релігію.  В інтерв'ю 2011 року Остін заявив про свою підтримку Ізраїлю .

## Фільмографія
| Рік          | Назва фільму                                           | Роль   |
| ------------ | ------------------------------------------------------ | ------ |
| 1990 - тепер | Changing Your World                                    | Сам    |
| 1993 - тепер | Joel                                                   | Сам    |
| 1999 - тепер | Joel Osteen                                            | Сам    |
| 2007         | Friends of god: a road trip with alexandra pelosi      | Сам    |
| 2009         | Just Laugh                                             | Сам    |
| 2012 - тепер | Israel: A Historic Land of Hope                        | Сам    |
| 2013 - тепер | Iglesia Lakewood                                       | Сам    |
| 2017         | The Star                                               | Каспар |
| 2018 - тепер | The easter special: no wonder they call him the savior | Сам    |
| 2019 - тепер | Because of bethlehem: tbn christmas special            | Сам    |
| 2020 - тепер | Empty Out the Negative                                 | Сам    |
| 2020 - тепер | Easter Sunday                                          | Сам    |
| 2020 - тепер | Joel & Victoria Osteen Present Easter Sunday           | Сам    |
| 2020 - тепер | A time to remember with matt and laurie crouch         | Сам    |
| 2020 - тепер | Hold Onto Hope                                         | Сам    |
| 2021 - тепер | You are stronger than you think - joel osteen          | Сам    |